# Redžep Redžepovski
Redžep Redžepovski (mazedonisch Реџеп Реџеповски; * 14. Dezember 1962 in Kumanovo, SFR Jugoslawien) ist ein ehemaliger jugoslawischer Boxer mazedonischer Nationalität. Er gewann die Silbermedaille im Fliegengewicht bei den Olympischen Sommerspielen 1984 in Los Angeles.

## Boxkarriere
Redžepovski begann 1979 im Boxclub Kumanovo mit dem Sport und wurde 1981 in Split Jugoslawischer Meister im Halbfliegengewicht, sowie 1983 in Athen Balkanmeister im Fliegengewicht. 1984 in Valjevo wurde er erneut Jugoslawischer Meister im Fliegengewicht und startete bei den Olympischen Spielen 1984 in Los Angeles, wo er mit Siegen gegen Sanguo Teraporn, Pat Clinton, Jeff Fenech und Ibrahim Bilali, sowie einer Niederlage im Finale gegen Steve McCrory, die olympische Silbermedaille im Fliegengewicht gewann.
Nach einer längeren Pause wurde er 1987 Jugoslawischer Meister und Vize-Balkanmeister im Bantamgewicht. 1990/91 boxte er noch für BC Gelsenkirchen/Erle in der 1. deutschen Bundesliga und beendete seine Karriere nach 126 Kämpfen mit 115 Siegen.

## Nach dem Boxen
Redžepovski lebt in Kumanovo, wo er als Boxtrainer arbeitet und Mitglied des Gemeinderates ist. Er ist verheiratet und Vater von vier Kindern.